# Agromyza basilaris
Agromyza basilaris este o specie de muște din genul Agromyza, familia Agromyzidae, descrisă de Joseph Waltl în anul 1837.
Este endemică în Germania. Conform Catalogue of Life specia Agromyza basilaris nu are subspecii cunoscute.